# Timebelle
Timebelle er et schweizisk band, der repræsenterede Schweiz ved Eurovision Song Contest 2017 med sangen "Apollo". 

## Karriere

### Eurovision Song Contest 2017
De opnåede en 12. plads i semifinale 2, og de kvalificerede sig dermed ikke til finalen.

## Medlemmer

### Nuværende
- Miruna Mănescu – sanger (fra Rumænien) (født 14. marts 1989)
- Samuel Forster – trommer (fra Schweiz)
- Emanuel Daniel Andriescu – saxofon, clarinet, piano (fra Rumænien)

### Tidligere
- Rade Mijatović – harmonika (fra Serbien)
- Christoph Siegrist – guitar (fra Schweiz)
- Sándor Török – bas (from Ungarn)